# Guoshu (terme)
Guoshu (chinois traditionnel : 國術 ; simplifié : 国术 ; pinyin: guóshù, aussi transcrit kuoshu, littéralement « art/technique national ») est un terme mandarin désignant les arts martiaux chinois.
Le terme guoshu était particulièrement utilisé à partir des années 1920, durant la République de Chine (1912-1949), avant que le terme wushu lui soit préféré.